# Dirección General de Comunicaciones, Informática y Ciberdefensa (ejército de Argentina)
La Dirección General de Comunicaciones, Informática y Ciberdefensa (DGCIC) es una dirección general del Ejército Argentino con asiento en el Edificio Libertador, Ciudad Autónoma de Buenos Aires y con dependencia del Estado Mayor General del Ejército.
La dirección general fue organizada en 2011 tras suprimir el Comando de Comunicaciones una modificación a la estructura orgánico-funcional de conducción superior de las Fuerzas Armadas de la Nación.

## Historia
En el año 1922, el ministro de Guerra Agustín Pedro Justo dispuso la creación de la «Dirección de Tropas y Servicios de Comunicaciones».
El EA se vio en la necesidad de satisfacer la conducción de las comunicaciones desde un punto de vista técnico, por lo cual creó la «Inspección de Radiotelegrafía» en 1942. En 1966 pasó a denominarse «Comando de Comunicaciones».
En el año 1994, el oficial de Comunicaciones del Ejército y la Dirección de Sistemas de Cómputo Automático de Datos (DISCAD) se fusionaron para constituir la «Dirección de Sistemas de Comunicaciones e Informática».
Durante la pandemia de enfermedad por coronavirus de 2020 en Argentina, la DGCI desplegó medios en apoyo a la comunidad.
El Comando se convirtió en el «Comando de Comunicaciones e Informática» en 2004.
Por resolución del 11 de noviembre de 2024 del Ministerio de Defensa, es denominada Dirección General de Comunicaciones, Informática y Ciberdefensa.

## Organización
- Dirección General de Comunicaciones e Informática (DGCI).
  - Batallón de Comunicaciones 602 (B Com 602). Asiento: Edificio Libertador (CABA).
  - Batallón de Comunicaciones Satelital 601 (B Com Sat 601). Guar Ej Campo de Mayo (BA).